# Алмалицький гірничо-металургійний комбінат

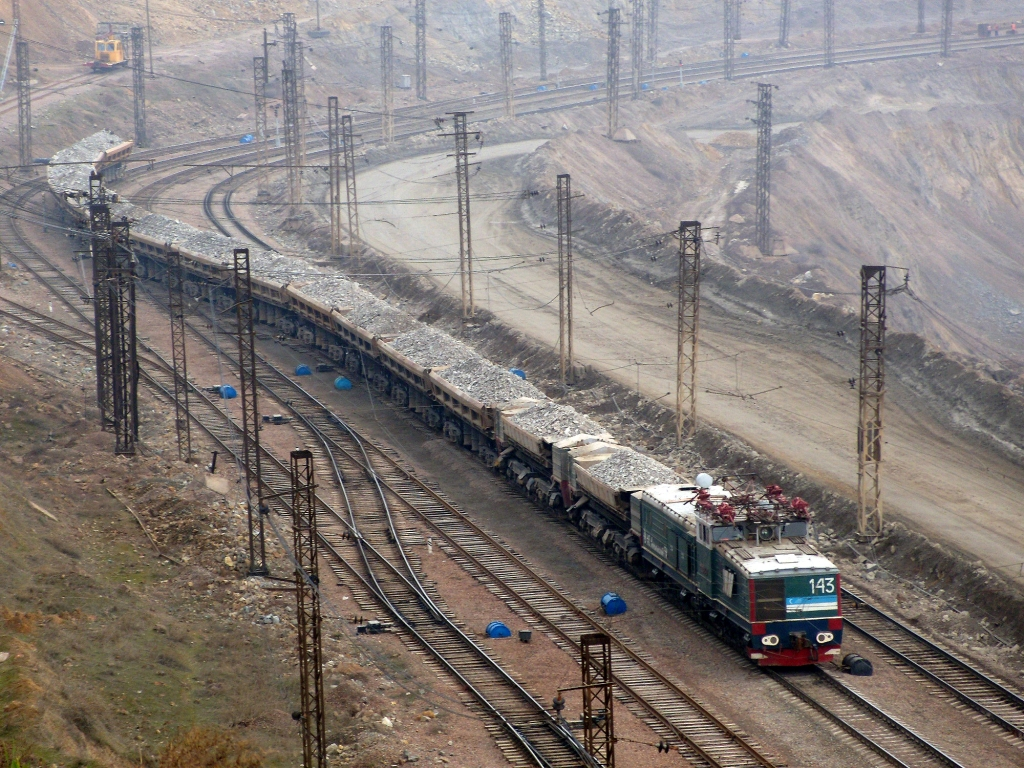
Думпкари з рудою на станції Пост-Розв'язка Алмалицького ГМК

Алмалицький гірничо-металургійний комбінат — підприємство з видобутку і переробки мідно-молібденових, свинцево-цинкових та золотих руд в Узбекистані.

## Історія
Видобуток руд у цьому районі вівся з III-II тис. до н. е.

## Загальна інформація
Відпрацьовував, відпрацьовує або буде відпрацьовувати мідно-молібденові руди родовищ Кальмакир, Сари-Чеку, Йошлик (Дальнєє), свинцево-цинкові руди родовищ Кургашинкан, Алтин-Топкан, Пай-Булак, Чал-Ата, Північний Алтин-Топкан, Уч-Кулач, золоторудні родовища Каульди, Кизил-Алма.
Основний промисловий центр — місто Алмалик.

## Технологія розробки
Включає або включав численні рудники — Кальмакир, Алтин-Топкан, Кургашинкан, Пай-Булак, Сари-Чеку, Каульди, Кайрагач, Кочбулак, Кизил-Алма, Гузаксай, Пірміраб, Хандіза, Уч-Кулач. Станом на першу половину 2020-х ведеться спорудження гігантського кар'єру Йошлик-1.
Руда проходить підготовку на двох збагачувальних фабриках і станом на початок 2020-х ведеться будівництво третьої.
Отримані концентрати спрямовуються на мідеплавильний та цинкоплавильний заводи. Станом на початок 2020-х ведеться будівництво ще одного мідеплавильного заводу.
Крім того. у складі комбінату діють Ангренська та Чадацька фабрики з вилучення золота.
В 2000 році комібнат вилучав з руд 13 хімічних елементів, випускав мідь, цинк, кадмій, золото, срібло, мідний і молібденовий концентрати, селен, телур, сульфатну кислоту, мідний та цинковий купорос та інші продукти. Готувалось вилучення ренію і осмію з молібденового концентрату.
Молібденовий концентрат АГМК міг відправляти на належний Узбецькому комбінату тугоплавких та жаростійких металів металургійний завод у Чирчику, а в 2015-му цей завод передали до складу АГМК. Крім того, АГМК узявся опікуватись проектом переробки техногенних відходів вольфрамового рудника Інгічке і в 2022-му оголосили про отримання першої продукції за цим напрямком.
В 2020-му до складу АГМК передали Кизилкумський фосфоритний комплекс, який первісно належав до Навоїйського гірничо-металургійного комбінату, оскільки територіально був розташований між його родовищами.

## Додаткова інформація
Серед споживачів сульфатної кислоти можливо відзначити розташований неподалік комплекс виробництва добрив у Алмалику.
В 2022-му оголосили про угоду з АГМК з Ісфаринським металургійним заводом, що має працювати з отриманою від АГМК свинцевою рудою для виробництва кількох видів продукції, зокрема, сульфату міді та сульфату цинку.